# Сільвія Ланс-Гарпер
Сільвія Ланс-Гарпер (англ. Sylvia Lance Harper; 1 жовтня 1895 — 21 жовтня 1982) — колишня австралійська тенісистка.
Найвищу одиночну позицію світового рейтингу — 10 місце (за А. Воллісом Маєрсом) досягла 1924 року.
Перемагала на турнірах Великого шолома в одиночному та змішаному парному розрядах.

## Фінали турнірів Великого шолома

### Одиночний розряд: 3 (1–2)
| Результат | Рік  | Турнір              | Покриття | Суперниця     | Рахунок        | Ref.  |
| --------- | ---- | ------------------- | -------- | ------------- | -------------- | ----- |
| Перемога  | 1924 | Чемпіонат Австралії | Трава    | Есна Бойд     | 6–3, 3–6, 8–6  | [ 2 ] |
| Поразка   | 1927 | Чемпіонат Австралії | Трава    | Есна Бойд     | 7–5, 1–6, 2–6  | [ 2 ] |
| Поразка   | 1930 | Чемпіонат Австралії | Трава    | Дафне Акгерст | 8–10, 6–2, 5–7 | [ 2 ] |

### Парний розряд: 6 (3–3)
| Результат | Рік  | Турнір              | Покриття | Партнерка              | Суперниці                              | Рахунок       | Ref.  |
| --------- | ---- | ------------------- | -------- | ---------------------- | -------------------------------------- | ------------- | ----- |
| Перемога  | 1923 | Чемпіонат Австралії | Трава    | Есна Бойд              | Маргарет Моулсворт Беріл Тернер        | 6–1, 6–4      | [ 3 ] |
| Перемога  | 1924 | Чемпіонат Австралії | Трава    | Дафне Акгерст          | Катлін Ле Мессурієр Мерил О'Гара Вуд   | 7–5, 6–2      | [ 4 ] |
| Перемога  | 1925 | Чемпіонат Австралії | Трава    | Дафне Акгерст          | Есна Бойд Катлін Ле Мессурієр          | 6–4, 6–3      | [ 5 ] |
| Поразка   | 1927 | Чемпіонат Австралії | Трава    | Есна Бойд              | Луї Бікертон Мерил О'Гара Вуд          | 3–6, 3–6      | [ 6 ] |
| Поразка   | 1929 | Чемпіонат Австралії | Трава    | Мерил О'Гара Вуд       | Дафне Акгерст Луї Бікертон             | 2–6, 6–3, 2–6 | [ 3 ] |
| Поразка   | 1930 | Чемпіонат Австралії | Трава    | Марджорі Кокс Кроуфорд | Маргарет Моулсворт Емілі Гуд Вестакотт | 3–6, 6–0, 5–7 | [ 3 ] |

### Мікст: 2 (1–1)
| Результат | Рік  | Турнір              | Покриття | Партнер          | Суперник і суперниця             | Рахунок       | Ref.  |
| --------- | ---- | ------------------- | -------- | ---------------- | -------------------------------- | ------------- | ----- |
| Перемога  | 1923 | Чемпіонат Австралії | Трава    | Горас Райс       | Маргарет Моулсворт Берт Ст. Джон | 2–6, 6–4, 6–4 | [ 7 ] |
| Поразка   | 1925 | Чемпіонат Австралії | Трава    | Річард Шлезінґер | Дафне Акгерст Джеймс Віллард     | 4–6, 4–6      | [ 8 ] |

## Часова шкала турнірів Великого шлему в одиночному розряді
| W | Ф | ПФ | ЧФ | #Р | КТ | К# | DNQ | A | NH |

| Турнір               | 1920  | 1921  | 1922  | 1923  | 1924  | 1925  | 1926  | 1927  | 1928  | 1929  | 1930  | 1931  | Career SR |
| -------------------- | ----- | ----- | ----- | ----- | ----- | ----- | ----- | ----- | ----- | ----- | ----- | ----- | --------- |
| Чемпіонат Австралії  | NH    | NH    | ПФ    | ПФ    | П     | ПФ    | ПФ    | Ф     | 2р    | ПФ    | Ф     | ПФ    | 1 / 10    |
| Чемпіонат Франції1   |       |       |       |       | NH    |       |       |       |       |       |       |       | 0 / 0     |
| Вімблдонський турнір | 2р    |       |       |       |       | 3р    |       |       |       |       |       |       | 0 / 1     |
| Чемпіонат США        |       |       |       |       |       |       |       |       |       |       |       |       | 0 / 0     |
| SR                   | 0 / 1 | 0 / 0 | 0 / 1 | 0 / 1 | 1 / 1 | 0 / 1 | 0 / 1 | 0 / 1 | 0 / 1 | 0 / 1 | 0 / 1 | 0 / 1 | 1 / 11    |